# Reyvroz
Reyvroz és un municipi francès situat al departament de l'Alta Savoia i a la regió d'Alvèrnia-Roine-Alps. L'any 2007 tenia 452 habitants.

## Demografia

### Població
El 2007 la població de fet de Reyvroz era de 452 persones. Hi havia 169 famílies de les quals 40 eren unipersonals (8 homes vivint sols i 32 dones vivint soles), 32 parelles sense fills, 81 parelles amb fills i 16 famílies monoparentals amb fills.
La població ha evolucionat segons el següent gràfic:
Habitants censats

### Habitatges
El 2007 hi havia 236 habitatges, 178 eren l'habitatge principal de la família, 34 eren segones residències i 24 estaven desocupats. 190 eren cases i 46 eren apartaments. Dels 178 habitatges principals, 136 estaven ocupats pels seus propietaris, 34 estaven llogats i ocupats pels llogaters i 8 estaven cedits a títol gratuït; 3 tenien una cambra, 13 en tenien dues, 29 en tenien tres, 54 en tenien quatre i 79 en tenien cinc o més. 134 habitatges disposaven pel capbaix d'una plaça de pàrquing. A 58 habitatges hi havia un automòbil i a 100 n'hi havia dos o més.

### Piràmide de població
La piràmide de població per edats i sexe el 2009 era:
| Homes | Edats   | Dones |
| ----- | ------- | ----- |
| 0     | 95 o +  | 0     |
| 0     | 90 a 94 | 0     |
| 0     | 85 a 89 | 8     |
| 0     | 80 a 84 | 0     |
| 8     | 75 a 79 | 20    |
| 8     | 70 a 74 | 12    |
| 4     | 65 a 69 | 12    |
| 8     | 60 a 64 | 4     |
| 16    | 55 a 59 | 12    |
| 0     | 50 a 54 | 4     |
| 8     | 45 a 49 | 8     |
| 32    | 40 a 44 | 12    |
| 16    | 35 a 39 | 24    |
| 24    | 30 a 34 | 28    |
| 8     | 25 a 29 | 24    |
| 4     | 20 a 24 | 4     |
| 12    | 15 a 19 | 12    |
| 16    | 10 a 14 | 16    |
| 8     | 5 a 9   | 12    |
| 28    | 0 a 4   | 12    |

## Economia
El 2007 la població en edat de treballar era de 303 persones, 241 eren actives i 62 eren inactives. De les 241 persones actives 228 estaven ocupades (130 homes i 98 dones) i 12 estaven aturades (2 homes i 10 dones). De les 62 persones inactives 22 estaven jubilades, 20 estaven estudiant i 20 estaven classificades com a «altres inactius».

### Ingressos
El 2009 a Reyvroz hi havia 180 unitats fiscals que integraven 431 persones, la mediana anual d'ingressos fiscals per persona era de 19.784 €.

### Activitats econòmiques
Dels 23 establiments que hi havia el 2007, 1 era d'una empresa alimentària, 1 d'una empresa de fabricació de material elèctric, 9 d'empreses de construcció, 3 d'empreses de comerç i reparació d'automòbils, 1 d'una empresa de transport, 4 d'empreses d'hostatgeria i restauració, 1 d'una empresa immobiliària, 1 d'una empresa de serveis, 1 d'una entitat de l'administració pública i 1 d'una empresa classificada com a «altres activitats de serveis».
Dels 11 establiments de servei als particulars que hi havia el 2009, 2 eren paletes, 1 guixaire pintor, 6 fusteries i 2 restaurants.
L'any 2000 a Reyvroz hi havia 20 explotacions agrícoles que ocupaven un total de 36 hectàrees.

## Equipaments sanitaris i escolars
El 2009 hi havia una escola elemental.

## Poblacions més properes
El següent diagrama mostra les poblacions més properes.